# Hot Rod

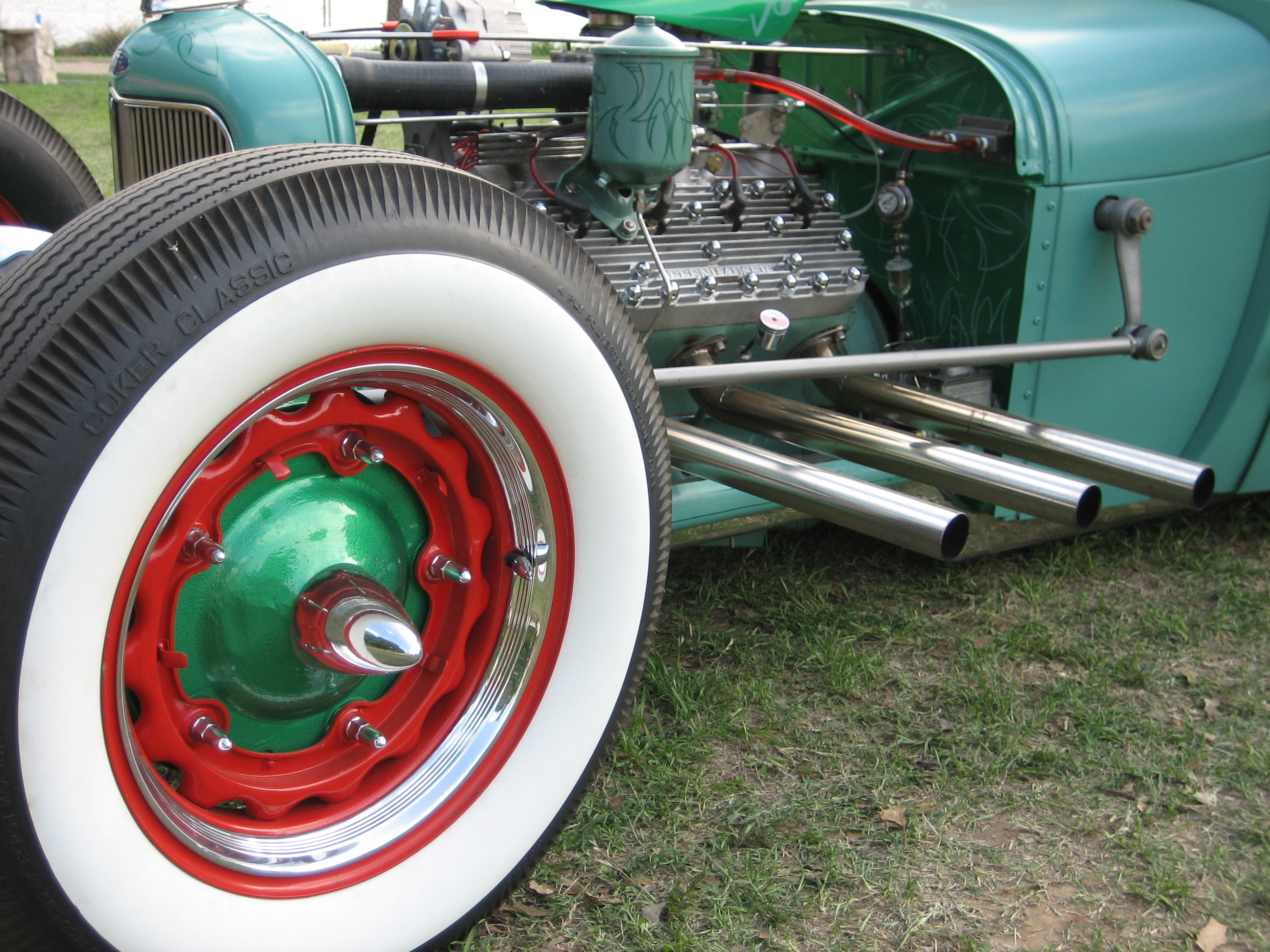
Hot Rod

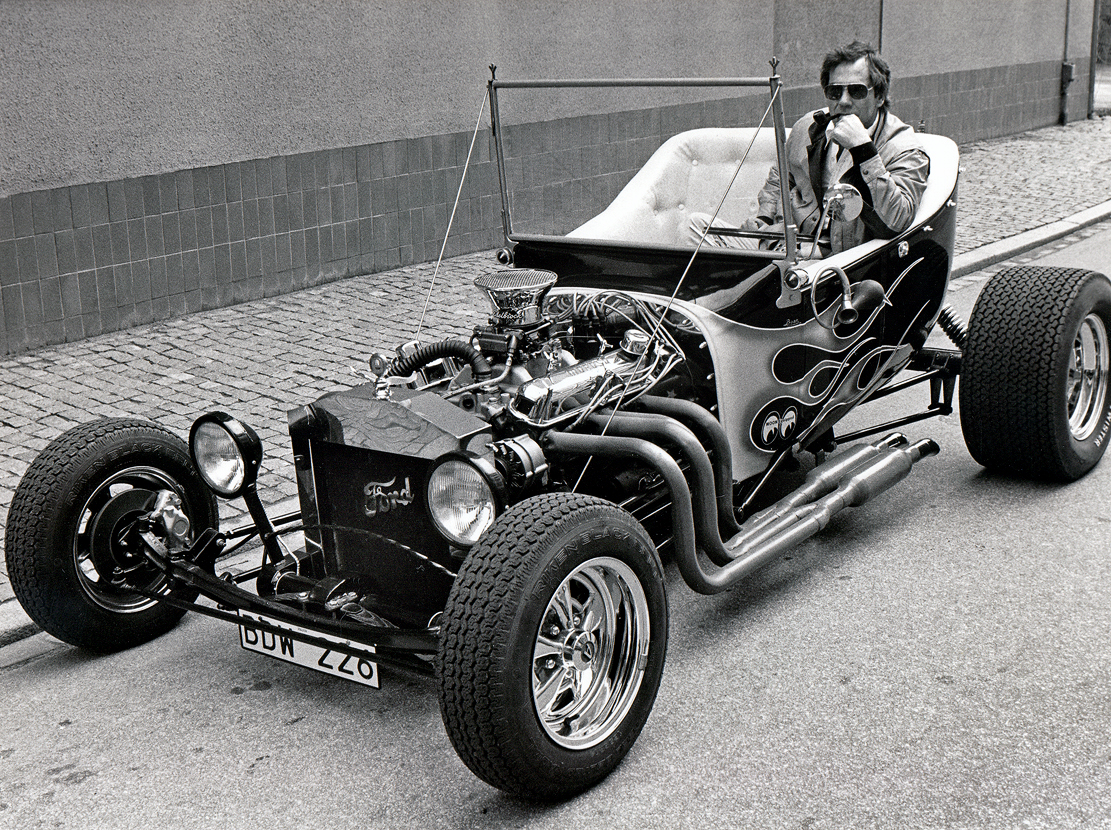
Hot Rod. Malmö 1986.

Hot Rod är ursprungligen en benämning på en ombyggd amerikansk öppen bil, så kallade roadsters, tillverkade före 1949. Begreppet används numera mer brett och innefattar då även täckta vagnar, bilar tillverkade så sent som 1969 eller rentav icke-amerikanska bilmärken. En Hot Rod är dock alltid ombyggd. Det var Hot Rod-trenden som inspirerade biltillverkarna i Detroit att börja utveckla och sälja muskelbilar.

## Ursprung

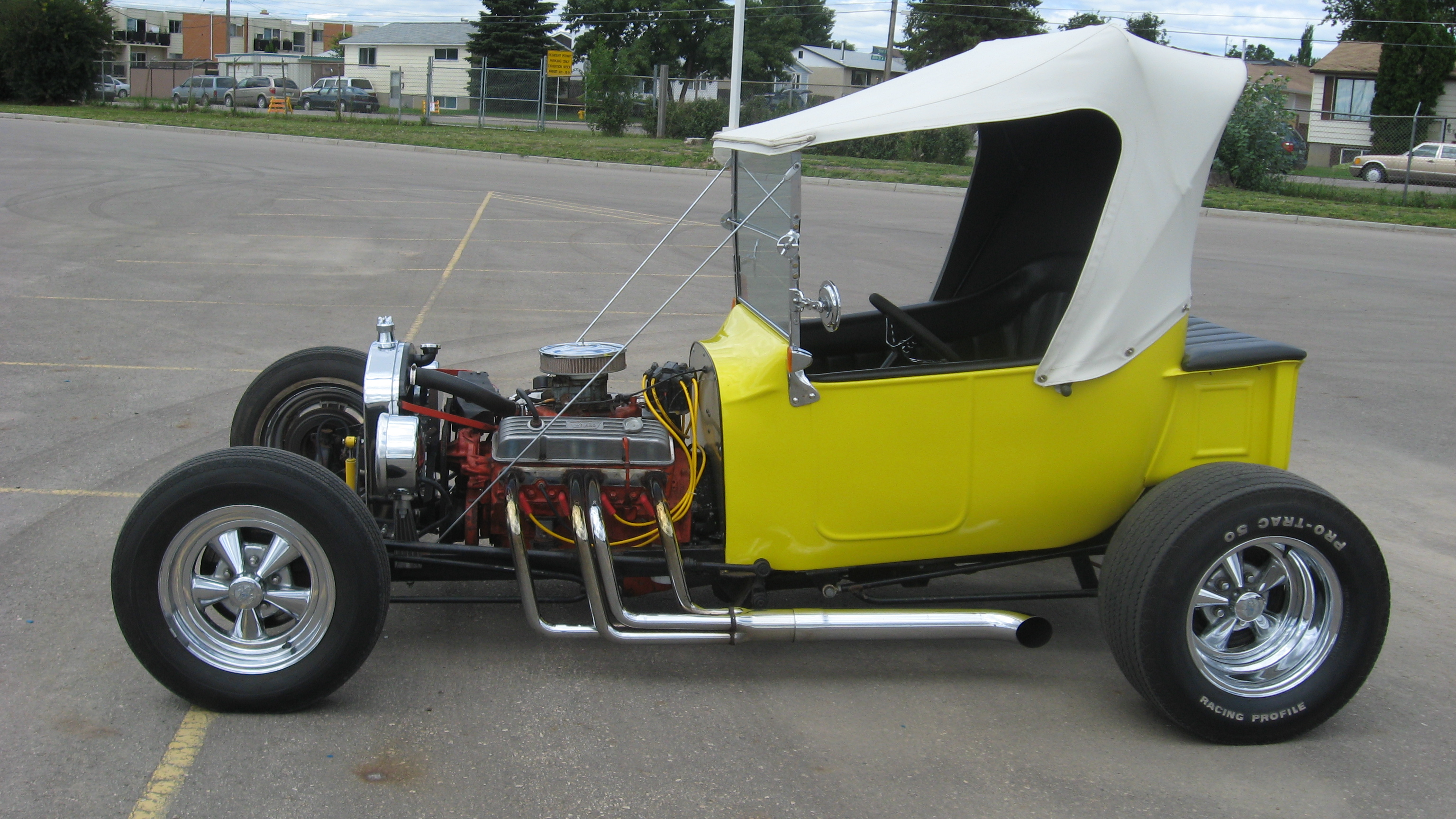
Hot Rod baserad på T-Ford

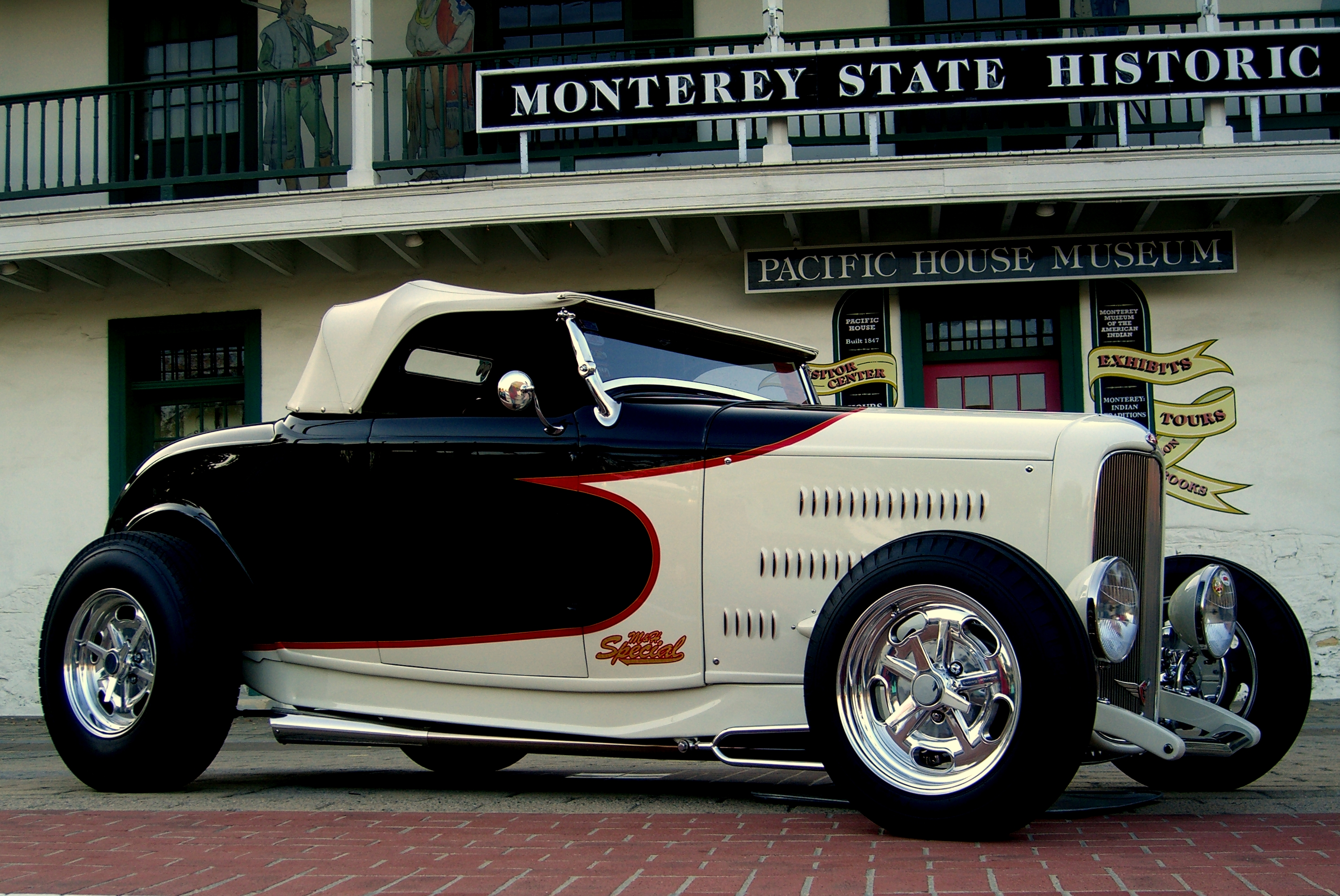
1932 års Ford Roadster anses allmänt vara den ultimata utgångspunkten för en Hot Rod

Hot Rod-kulturen uppstod i USA åren efter andra världskrigets slut. Amerikanska soldater hade sett små, lätta och snabba sportbilar från MG, Ferrari och Morgan i Europa. Dessa bilar erbjöd goda prestanda och mycket körglädje, och väl hemma i USA började hemvändande krigsveteraner att modifiera gamla bilar för att efterlikna dessa egenskaper.
Ursprungligen var det vanligaste utgångsobjektet gamla T-Fordar, som fanns i riklig mängd runt om i landet. För att erhålla bättre prestanda genom reducerad vikt demonterades karossdelar som ansågs "onödiga", exempelvis skärmarna och motorhuven. Hjulupphängningen modifierades, modernare bromsar monterades och den fyrcylindriga originalmotorn trimmades, då V8:or ännu var för nya för att finnas tillgängliga för överkomliga pengar. Förutom att köra på gatan i så kallade Street Races tävlade ägarna även med sina ombyggda bilar i så kallade Dirt Track Races — informella tävlingar på ovala jordbanor ute på landsbygden. 
Efter T-fordarna kom A-Fordarna att hamna i rodbyggarnas fokus. Dessa var tyngre, men betydligt mer robusta konstruktioner, egenskaper som kom väl till pass då V8:or började bli allt vanligare och påfrestningen på chassina därmed allt påtagligare. Den första bilen som masstillverkades med V8 från fabrik var Ford av 1932 års modell. Den var ett naturligt val för Hot Rod-folket, och många anser att 1932 års roadster från Ford är den ultimata utgångspunkten för ett Hot Rod-bygge. Denna bil tillverkades i endast 8 033 exemplar, så den begränsade tillgången på bilar gjorde att man så småningom började använda täckta Fordar och bilar från andra tillverkare. 
Under 1970-talet började replikakarosser tillverkade i glasfiber att dyka upp på marknaden. En del bilar började nu även byggas så att de blev bekvämare, tidigare otänkbara tunga komponenter som luftkonditionering och elektriskt justerbara säten började monteras i bilarna. För dessa bilar myntades begreppet Street Rod.

## På senare år
Under 1990-talet dök en ny inriktning inom Hot rod upp. Stilen kom att kallas för Hi-tech, då moderna komponenter som direktinsprutade motorer och ABS-bromsar monterades på dessa byggen. Bilarna försågs med dyra specialtillverkade komponenter i aluminium och rostfritt stål.   
Från att ha varit en billig hobby har Hot Rod blivit en mycket dyr sysselsättning. Kostnaderna för ett fint bygge med de "rätta detaljerna", det vill säga med de detaljer bilar byggda på 1950-talet hade, är mycket höga. Allt fler bilar byggs av proffsbyggare som exempelvis Boyd Coddington, vars dyraste byggena har kostat över en miljon dollar. 
Som en motreaktion har bilar som inspirerats av den ursprungliga formen av Hot Rod på 1940-talet kommit att bli allt populärare. Denna form av Hot Rod fokuserar inte på toppfinish utan är mer på att vara billiga att bygga, roliga att köra och benämns i allmänhet som rat rods. 

## Sverige
Under 1970-talet var det i praktiken omöjligt att registrera amatörbyggda fordon i Sverige. Därför byggdes hot rods ofta på Volvo Duett-chassin, så kallade Duettroddar. 1982 infördes möjligheten att registrera ombyggda och amatörbyggda fordon, och det är sedan dess möjligt att registrera personbilsbaserade hot rods. Registreringarna av amatörbyggda och ombyggda fordon skall först göras hos SFRO, sedan registreringbesiktigas hos Bilprovningen eller motsvarande.
Svenska Hot Rod-entusiaster är organiserade i Swedish Street Rod Association.

## Galleri

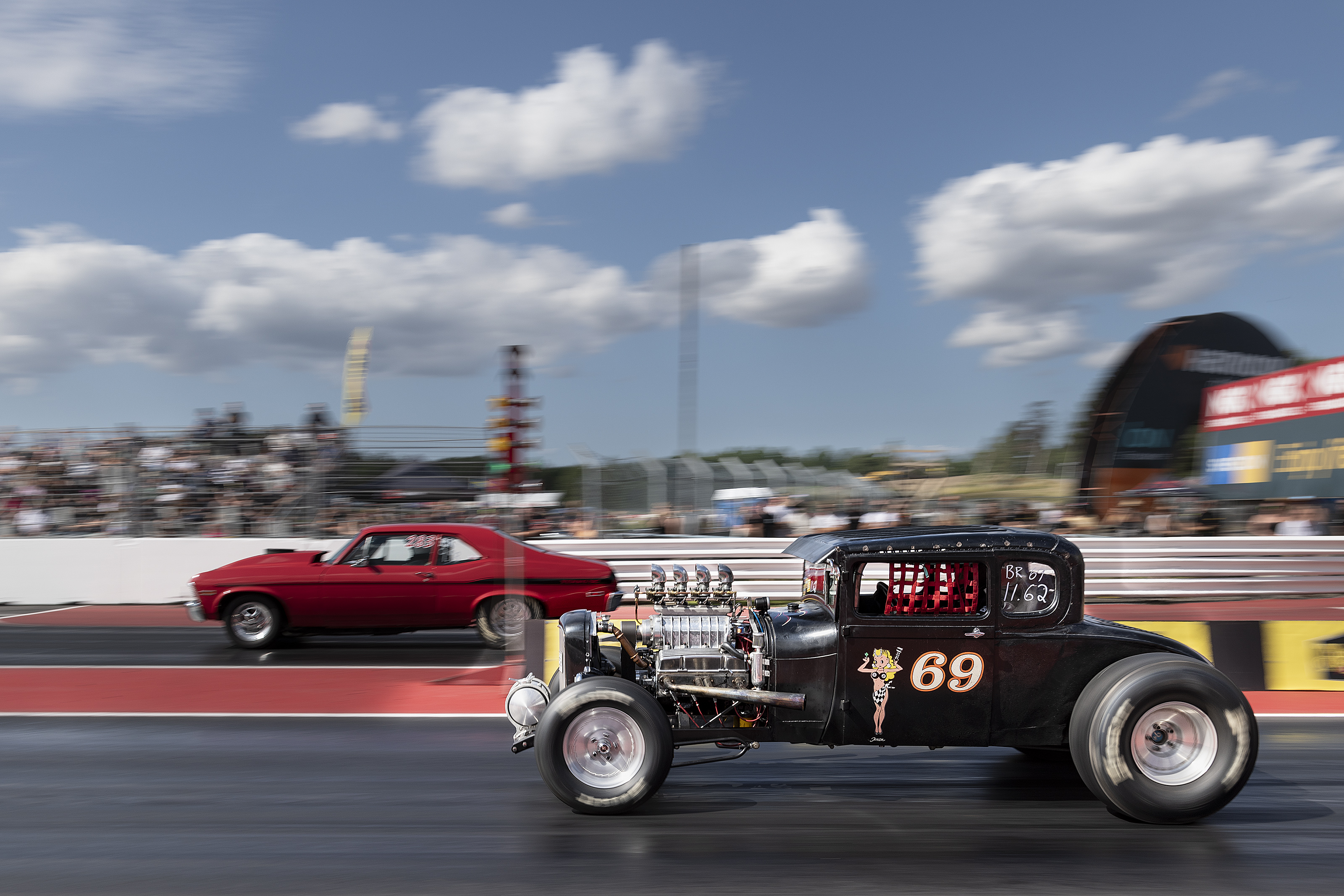
Hot rods körs även i dragracing. Mantorp Park 2023. Här en A-Ford 5-window kupé.
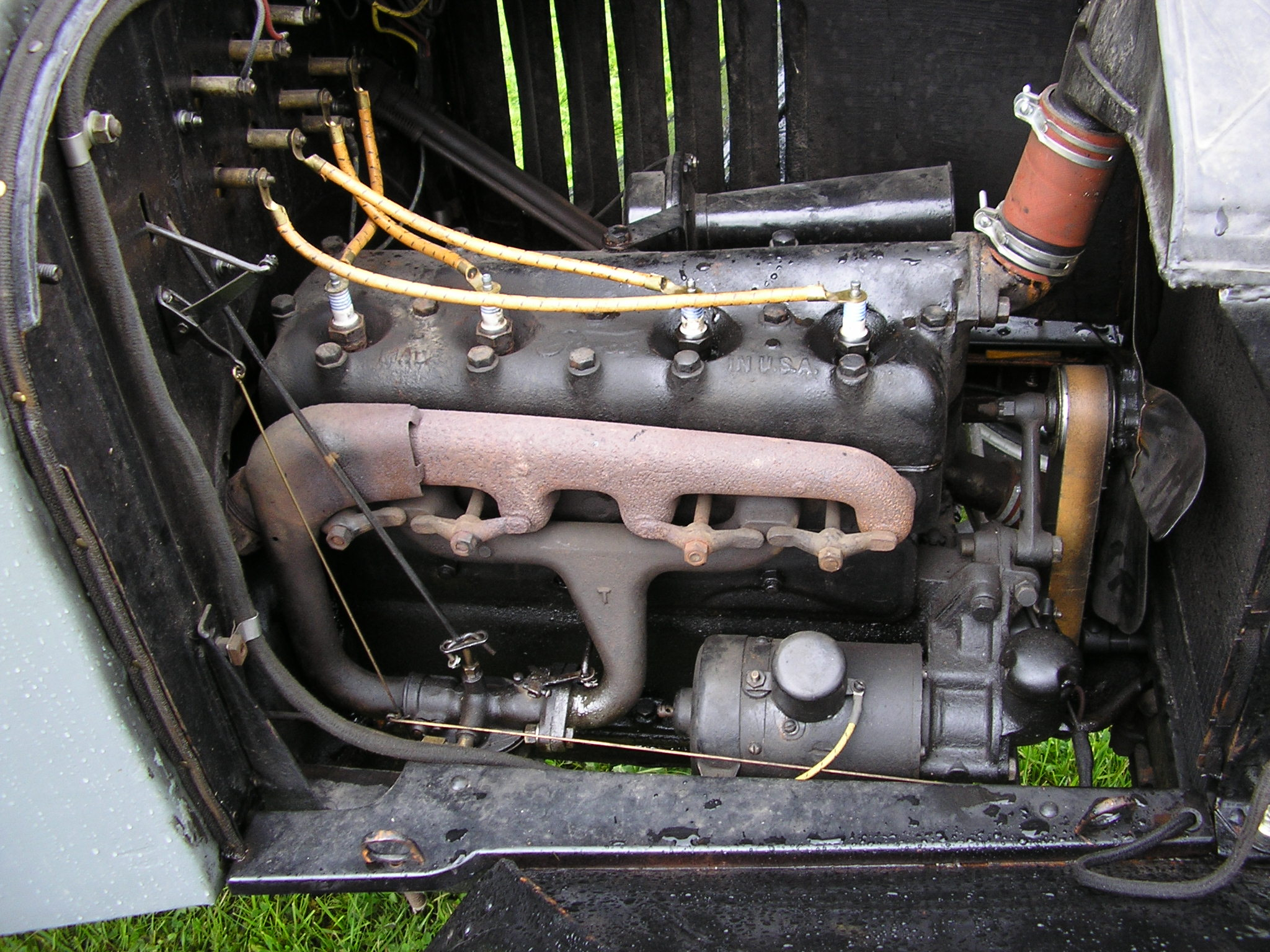
T-fordens sidventilmotor.
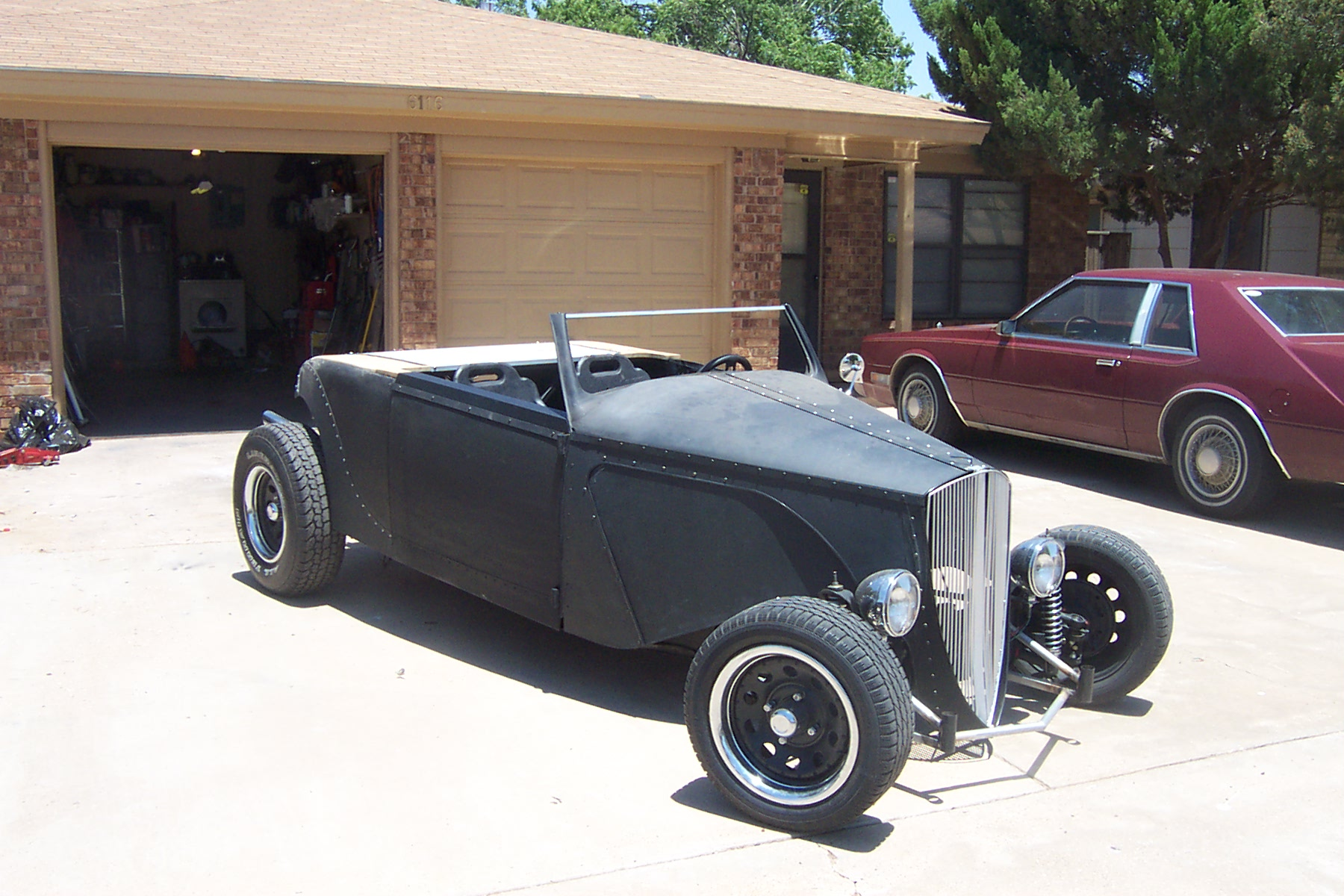
Volksrod på 1968 års folkabubbla.
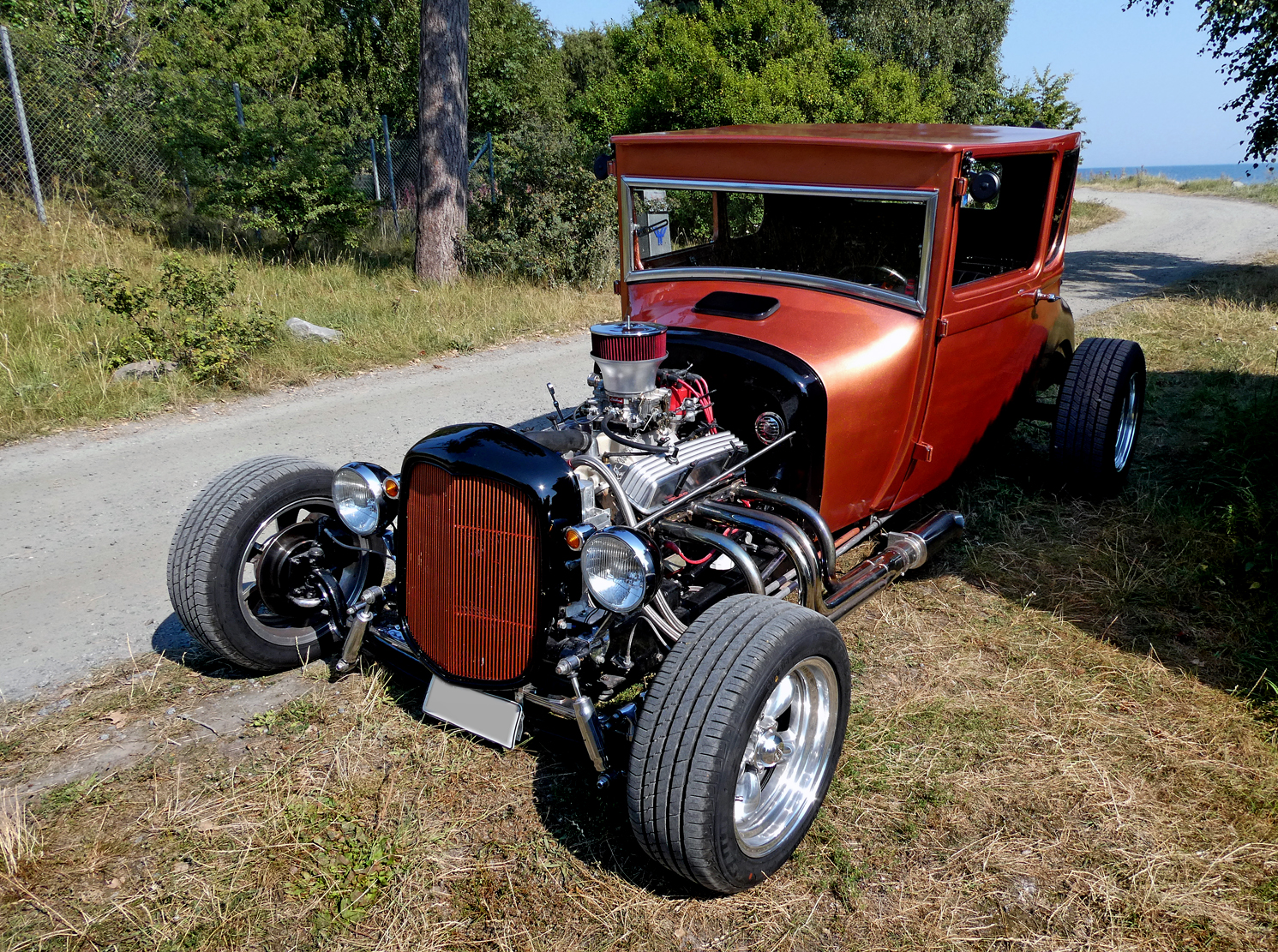
En Hot Rod i Ystad 2020.
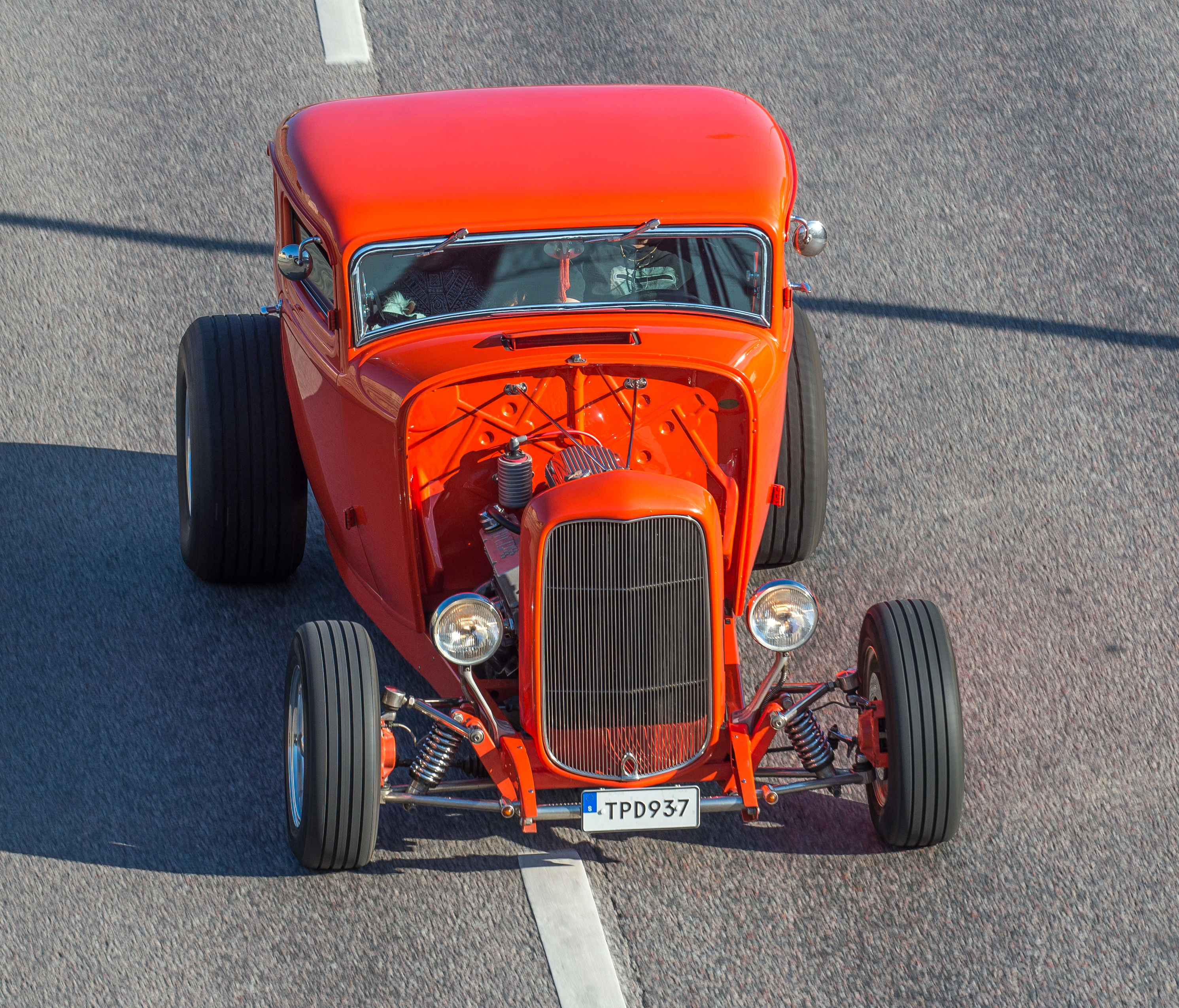
Hot Rod på Söderleden i Stockholm 2020.
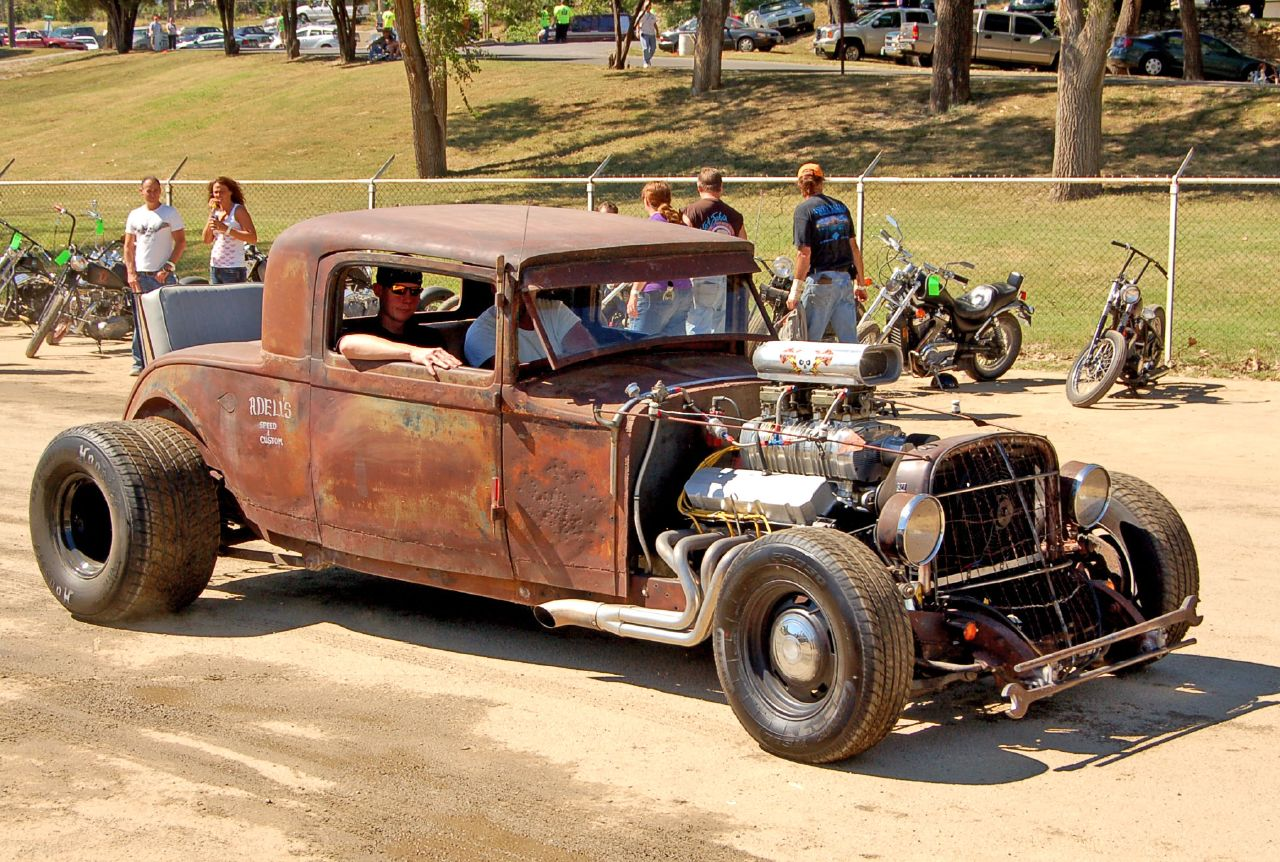
Rat Rod.